# Жежерин, Борис Петрович
Бори́с Петро́вич Жеже́рин (14 (27) июля 1912, Киев — 1 марта 2006, там же) — советский украинский архитектор, лауреат Государственной премии УССР по архитектуре (1990), заслуженный архитектор УССР (1975), почётный член Академии архитектуры Украины (1994).

## Биография
Борис Жежерин родился в Киеве в семье учителей. Его дед со стороны матери, Владимир Сонин, был автором росписей Троицкой надвратной церкви Киево-Печерской лавры и Георгиевской церкви в Киеве (разрушена).
В 1937 году окончил архитектурный факультет Киевского инженерно-строительного института (руководитель — В. Г. Заболотный), учился у И. Каракиса. В 1936—1937 годах под руководством архитектора С. Григорьева участвовал в проектировании и сооружении здания штаба Киевского особого военного округа по Коммунистической улице, 11 (ныне — здание Администрации президента Украины, ул. Банковая, 11). В 1937 году был арестован и осуждён на 5 лет заключения за «антисоветскую агитацию», освобожден в 1942 году. Реабилитирован в середине 1950-х годов.
В 1943 году добровольцем ушёл на фронт, участвовал в боях Великой Отечественной войны на Курской дуге, за освобождение Украины. Получил тяжёлое ранение, в результате чего был демобилизован, в 1944 году вернулся в Киев. Инвалид II группы. В 1944 году вместе с Я. Штейнбергом, И. Каракисом, А. Добровольским и Г. Копоровским разработал проект Крещатика.
В 1944—1986 годах работал в институте «Гипроград» архитектором-автором, главным архитектором проекта, руководителем архитектурно-планировочной мастерской № 4. Является автором проектов восстановления Житомира, Коростеня, шахтёрских городов Донбасса, типовых проектов жилых и общественных зданий (1944—1946). Автор проекта средней школы № 48 по улице Свердлова (1951), Главного павильона ВДНХ УССР (1951—1957), павильонов «Строительство» (1957—1958), «Товары народного потребления» (1970—1971), гостиницы «Золотой колос» по проспекту 40-летия Октября в Киеве.
В 1956—1987 годах возглавлял проектирование театральных сооружений на Украине. Автор проектов зданий театра оперы и балета в Днепропетровске, музыкально-драматических театров в Житомире, Ужгороде, Симферополе, Ивано-Франковске, Полтаве, Ровно, Луцке, Херсоне, Жданове, Хмельницком и других.
Является автором-руководителем проекта реконструкции Киевского государственного академического театра оперы и балета. При реконструкции была осуществлена перестройка внутренней структуры театра, надстройка этажа и сценической коробки, создан подземный этаж, проведены переоборудование и реставрация театральных помещений, построен новый корпус театра по улице Лысенко, реконструирована Театральная площадь (1985—1987). Эта работа в 1990 году была отмечена Государственной премией УССР по архитектуре.
Вместе с сыном, архитектором Вадимом Жежериным, является автором проекта станции «Золотые ворота» Киевского метрополитена (1989), проект в 1991 году был отмечен Государственной премией УССР.
Умер в Киеве, похоронен на Байковом кладбище.

## Участие в конкурсах
- Конкурс на восстановление Крещатика, вместе с архитекторами А. В. Добровольским, И. Ю. Каракиса Я. А. Штейнбергом (1946 год)

## Проекты
- Здание Администрации президента Украины на ул. Банковой, как помощник архитектора Сергея Григорьева (1936—1937)
- Школа № 48 (на ул. Прорезной)[2]
- Главный павильон (ВДНХ УССР) (1951—1957)[2], павильоны «Строительство» (1957—1958), «Товары народного потребления» (1970—1971).
- Реконструкция Киевского театра оперы и балета (1981—1989)[6], 1985—1987)
- Станция метро «Золотые ворота» в Киеве (1989)
- Театр оперы и балета в Днепропетровске (1974)[7]

Реконструкция оперного театра в Киеве
- Музыкально-драматические театры в Житомире (1966)[8], Ужгороде, Симферополе, Ивано-Франковске, Полтаве, Ровно, Луцке, Херсоне, Жданове, Хмельницком и других.

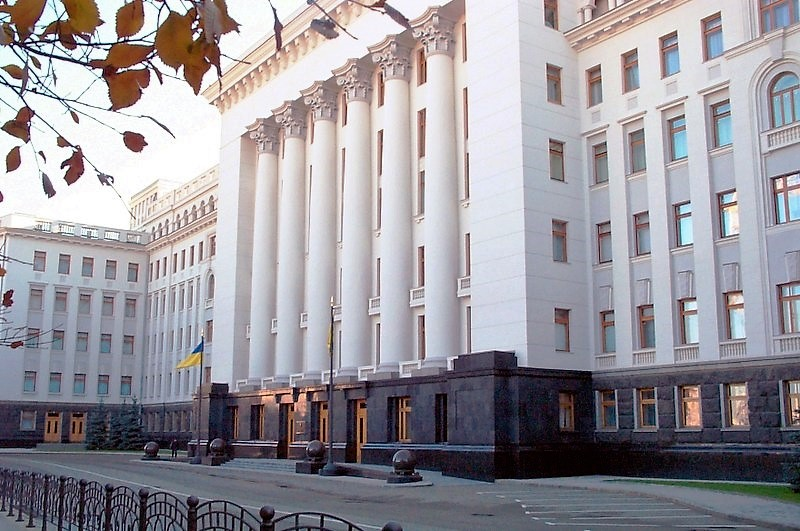
Здание Администрации президента Украины в Киеве
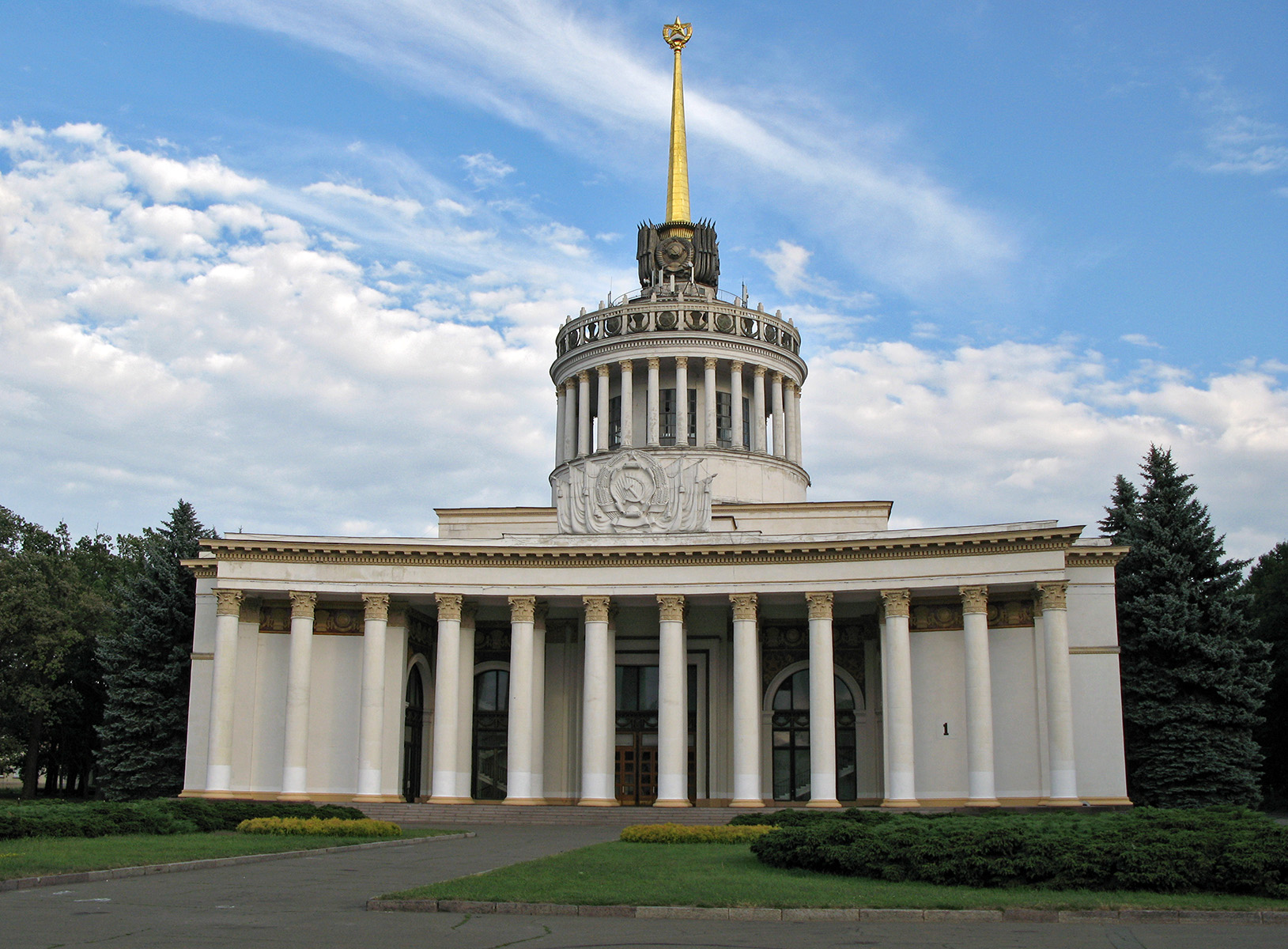
Главный павильон ВДНХ УССР
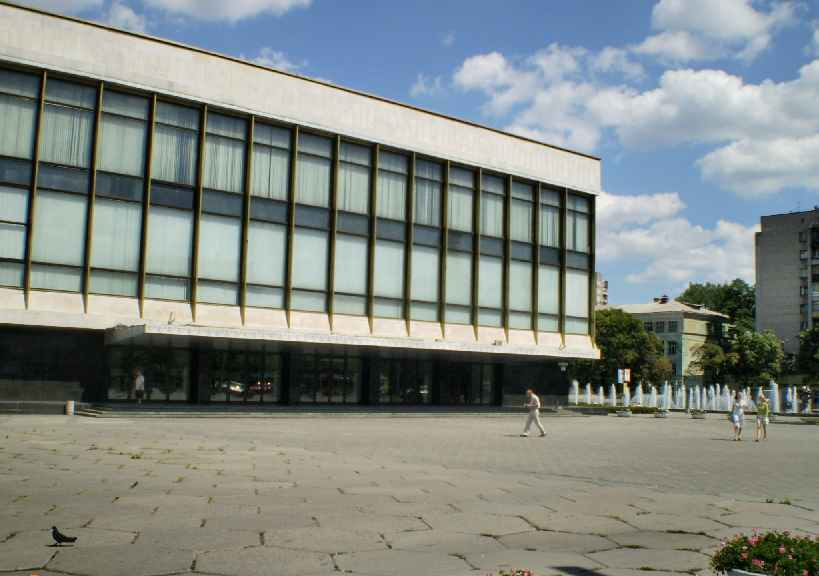
Oперный театр в Днепропетровске
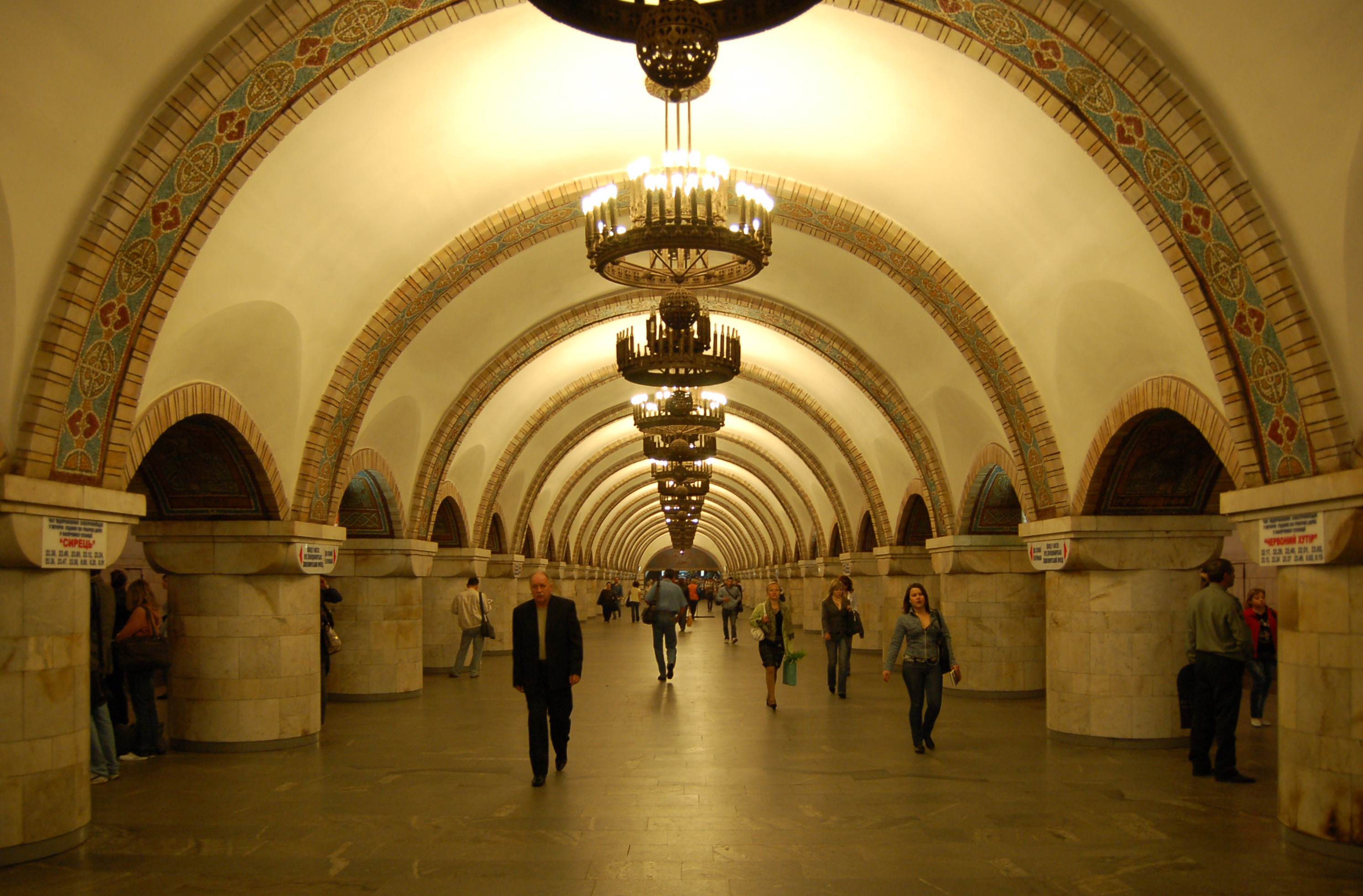
Станция метро «Золотые ворота»

## Отзывы
- Почётный член Украинской академии архитектуры, профессор (с 1969 года) и лауреат Государственной премии СССР (1967) Авраам Милецкий писал:

Творческая жизнь Бори была насыщенной. Его мастерство представляют выстроенные им и театры и Главный павильон в ансамбле сооружений Выставки достижений народного хозяйства в Киеве. И очень успешно проведённая им сложная в градостроительном плане по реконструкции Киевского театра оперы и балета.

## Семья
- Жена — Лидия Александровна Гусева[9] (1918 г.р.) — архитектор, руководитель архитектурно-планировочной мастерской № 2 института «Гипроград» (1944—1979), руководитель проектов строительства города Кузнецовска, микрорайона «Украинский» в разрушенном землетрясением Ташкенте, жилых домов № 24, 24-а по улице Январского восстания (нынешний адрес — Лаврская улица, 4, 4-а), дома № 129—131 по Красноармейской улице, № 34-А по улице Кирова в Киеве и др.
- Сын — Вадим Борисович Жежерин, народный архитектор Украины, дважды лауреат Государственной премии Украины (1991, 1998).